# Eva (molen)
De Eva is een koren- en pelmolen in het  Groningse Usquert.
De molen werd oorspronkelijk in 1818 gebouwd en was oorspronkelijk uit Bedum afkomstig en stond daar als poldermolen samen met 'echtgenoot' "Adam", eveneens een poldermolen. Adam verhuisde naar Delfzijl en is daar nog steeds als korenmolen aanwezig.
De Eva brandde op 30 december 1890 af, maar werd in 1891 op het oude stenen onderstuk herbouwd. De molen werd voorzien van zelfzwichting en zelfkruiing. De zelfkruiing raakte als snel in onbruik, de zelfzwichting verdween na 1953 en werd door het oudhollandse zeilhekwerk vervangen. Nadat de molen buiten gebruik raakte, zijn er drie ingrijpende restauraties geweest, namelijk in 1953-'56, begin jaren 80 en in 2000-2001. Voor de tweede restauratie werden voor de destijds deplorabele molen acties gehouden met de leus 'Laat Adam geen weduwnaar worden.' De molen wordt vrijwel elke zaterdag door vrijwillige molenaars opengesteld voor publiek.
De geheel maalvaardige molen Eva heeft twee koppels 17der maalstenen en bezit een complete gerstpellerij.